# Sala de Operações do Sul
A Sala de Operações Sul ( em árabe: غرفة العمليات الجنوبية ) é uma coalizão rebelde síria composta por várias tribos drusas armadas e grupos da oposição síria nas províncias de Sueida e Quneitra, no sul.  Foi estabelecido em 6 de dezembro de 2024 no sul da Síria durante a ofensiva da oposição síria de 2024. 

## Criação e estrutura
A Sala de Operações do Sul foi anunciada em 6 de dezembro de 2024 para consistir em grupos chamados de "8ª Brigada", "Comitê Central" e outros grupos baseados nas províncias de Sueida e Quneitra .  Na declaração do comando da SOS, eles prometeram manter a segurança e a estabilidade enquanto controlam as regiões do sul da Síria e apelaram a todos os países do mundo para apoiarem a decisão do povo sírio de “ganhar a liberdade e construir o seu próprio país”. 
A SOS enfatizou seu objetivo de criar uma "Síria unificada e justa" e caracterizou sua campanha como uma luta por "liberdade e dignidade". Para evitar o caos e criar um estado estável pós-conflito, seus líderes pediram a manutenção das instituições estatais enquanto trabalhavam com diferentes comunidades sírias. 

## Ações militares
A SOS é considerado o coordenador da ofensiva no sul da Síria . A SOS, com a ajuda de outros grupos de oposição locais, capturou a cidade de Daraa e pequenas cidades ao seu redor após a retirada das Forças Armadas da Síria e dos grupos armados iranianos pró-Assad.   A SOS afirmou ter assumido o controlo total do distrito de Daraa e ter começado a vasculhar os seus bairros e a proteger as suas instituições e escritórios governamentais.  A SOS também disse que assumiu o controle total da província de Quneitra, perto das Colinas de Golã ocupadas por Israel, no sudoeste da Síria. Em resposta, as Forças de Defesa de Israel disseram que destacaram “forças reforçadas na área das Colinas de Golã”.
Em 7 de dezembro de 2024, o porta-voz da SOS anunciou seus planos de avançar em direção a Damasco, afirmando: "Nosso alvo é Damasco e nosso ponto de encontro é a Praça Omíada ".   No mesmo dia, Hassan Abdel Ghani, o comandante dos rebeldes do sul, declarou que "nossas forças começaram a implementar a fase final do cerco à capital Damasco".  Os rebeldes do sul, juntamente com a SOS, começaram a cercar Damasco após capturar Al-Sanamayn, uma cidade a 20 quilômetros da entrada sul de Damasco. 
Em 8 de dezembro, Damasco foi capturada pelos rebeldes do SOS e o presidente Bashar al-Assad escapou da Síria em um avião. Em uma transmissão da televisão estatal síria, um grupo de líderes da oposição declarou vitória. Na mesma linha, o Primeiro-Ministro Muhammad Ghazi al-Jalali declarou que o seu governo está disposto a “estender a mão” ao novo governo de transição liderado pela oposição, oferecendo-se para trabalhar com ele.  O coronel Nassim Abu Ara, porta-voz militar da SOS, atribuiu o rápido colapso das Forças Armadas Árabes Sírias à “expansão dos pontos de combate e aos ataques de várias áreas na província de Daraa, assumindo rapidamente o controlo de muitas posições militares e postos de controlo”, o que causou “um colapso no moral”, afirmou. 